# 巴塔克市鎮
41°57′00″N 24°13′01″E / 41.95°N 24.217°E

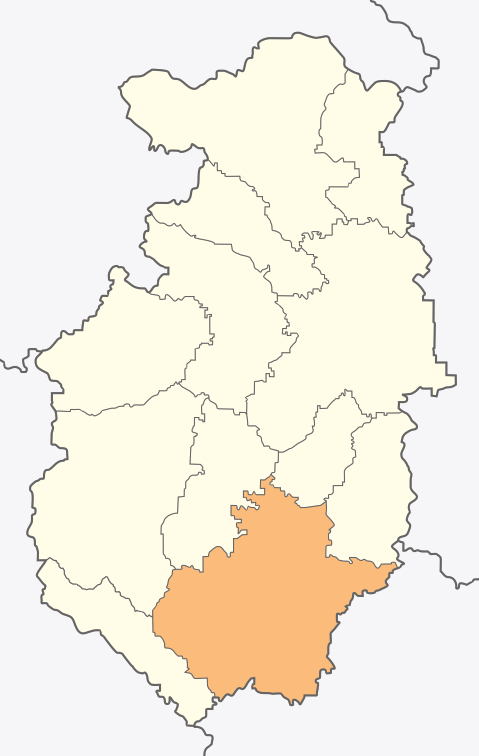

巴塔克市，是保加利亞的城鎮，位於該國西南部，由帕扎爾吉克州負責管轄，首府設於巴塔克，面積677平方公里，2005年人口7,479，人口密度每平方公里11.05人。